# فرانشيسكا غولتز
فرانشيسكا غولتز (بالألمانية: Franziska Goltz)‏ هي متسابقة يخت ألمانية، ولدت في 19 فبراير 1985 في شفيرين في ألمانيا.

## وصلات خارجية
- فرانشيسكا غولتز على موقع اللجنة الأولمبية الدولية (الإنجليزية)
- فرانشيسكا غولتز على موقع أوليمبيديا (الإنجليزية)
- فرانشيسكا غولتز على موقع اللجنة الأولمبية الألمانية (الألمانية)